# Nágaséna

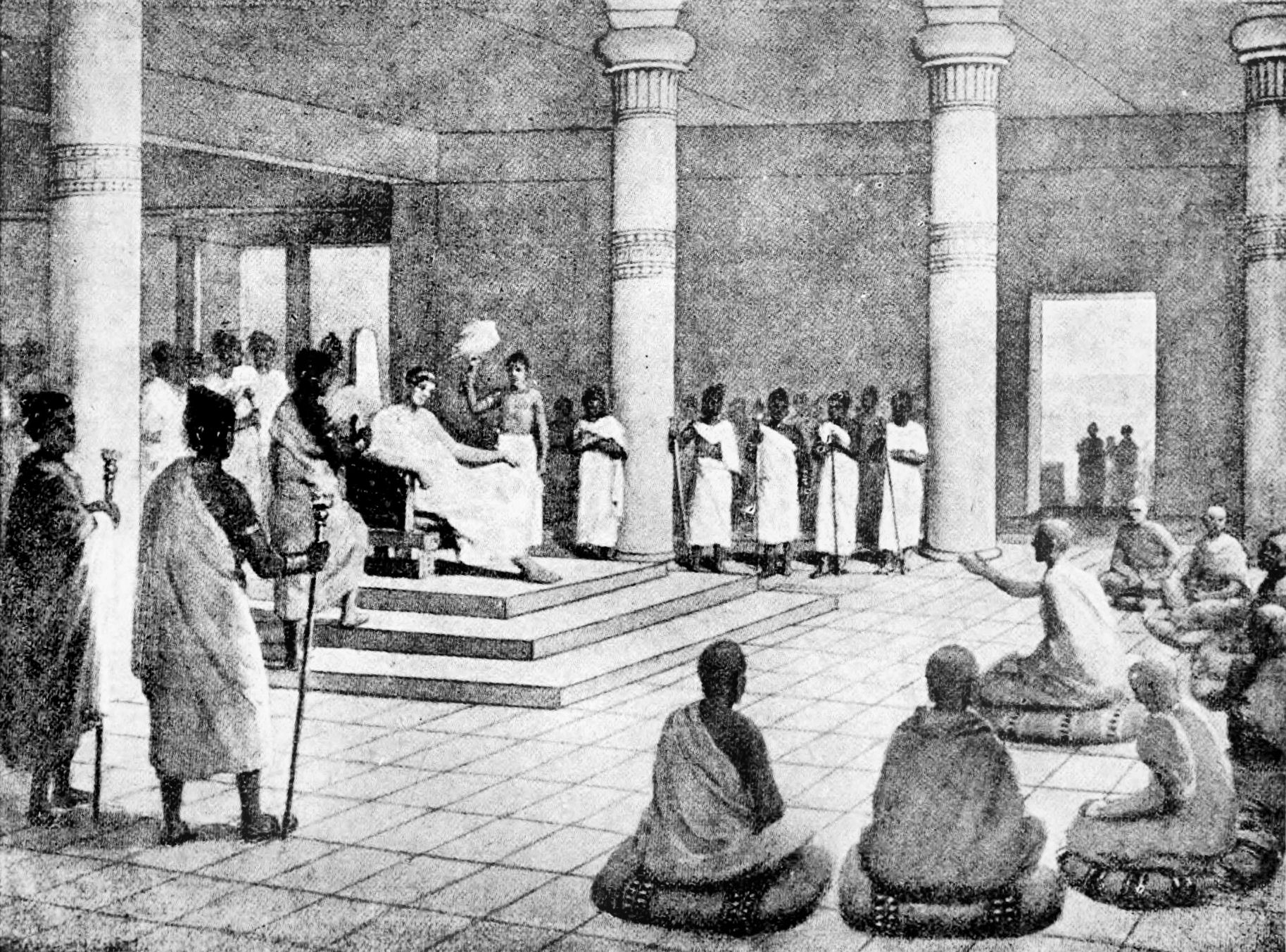
Milinda a Nágaséna, ilustrace z roku 1934

Nágaséna (také Nágaséno) byl buddhistický mnich, který žil v Indii ve 2. století př. n. l.. Je mu připisováno autorství spisu Otázky Milindovy (Milindapaňha).
Podle legendárního podání se narodil v Kašmíru, jeho jméno znamená „Dračí armáda“. Buddhistické učení si osvojil ve městě Pataliputra (později Patna), náležel ke škole sarvástiváda, jeho učiteli byli Dharmaraksita, Rohana a Assagutta. Okolo roku 150 před naším letopočtem Nágasénu vyhledal Menandros I., vládce Indo-řeckého království (Indové jeho jméno vyslovovali jako Milinda), aby se od něj poučil o podstatě buddhistického náboženství. Nágaséna se krále úvodem zeptal, zda chce rozmlouvat jako mudrc, který je otevřený odlišným názorům, nebo jako vladař, který nechá zbičovat každého, kdo s ním nesouhlasí. Milinda ho ujistil, že bude vést rozpravu jako mudrc, a položil mu řadu filozofických a teologických otázek. Nágasénovy odpovědi vysvětlují buddhistickou věrouku za použití mnoha názorných příběhů a přirovnání. Většina buddhistů neuznává Otázky Milindovy jako oficiální součást pálijského kánonu, kniha však představuje cenné svědectví o vidění světa v raném buddhismu.
Vyznavači mahájánového buddhismu považují Nágasénu za jednoho z osmnácti arahantů. Podle legendy je autorem sochy Smaragdového Buddhy, národního symbolu Thajska. Ve folklorním podání bývá často zobrazován, jak se šťourá v uchu, což symbolizuje, že buddhisté nemají popřávat sluchu pomluvám.